# Leptocola gracilis
Leptocola gracilis är en bönsyrseart som beskrevs av Atilio Lombardo 1989. Leptocola gracilis ingår i släktet Leptocola och familjen Mantidae. Inga underarter finns listade i Catalogue of Life.